# Michael Wilson (homme politique)
Pour les articles homonymes, voir Michael Wilson et Wilson.
Michael Holcombe Wilson  est un diplomate, homme politique et chef d'entreprise canadien né le 4 novembre 1937 à Toronto et mort le 10 février 2019.

## Biographie
Né à Toronto (Ontario) Michael Wilson a fréquenté le Upper Canada College puis l'Université de Trinity College à l'université de Toronto où il a rejoint la Kappa Alpha Society. 

### Premiers pas en politique
Michael Wilson travaille comme directeur des investissements sur Bay Street lorsqu'il est élu à la Chambre des communes en tant que député du parti progressiste-conservateur à l'élection fédérale de 1979. Il occupe le portefeuille de ministre du Commerce international durant les neuf mois du gouvernement minoritaire de Joe Clark.
Il se porte candidat à la chefferie du parti progressiste-conservateur en 1983. Il tente de se rallier les jeunes délégués en commanditant une prestation du groupe rock Spoons. Il se désiste après le premier tour et demande à ses partisans de voter pour le vainqueur en bout de ligne, Brian Mulroney. 
Mulroney confie à Michael Wilson le ministère des Finances lorsque son parti forme un gouvernement après l'élection fédérale de 1984. Wilson réforme le système d'impôts pour augmenter le nombre de contribuables et baisser les taux d'imposition, supprimant de nombreuses exemptions d'impôt, et aide à négocier l'accord de libre-échange canado-américain. Il introduit aussi la TPS en 1990, taxe qui contribue à la constitution de surplus budgétaires au gouvernement fédéral. 
En 1991, après sept ans comme ministre des finances, Michael Wilson devient ministre de l'Industrie, des Sciences et des Technologies, et ministre du Commerce international. À ce titre, il participe aux négociations de l'ALÉNA. 

### Retour à la vie privée
Renonçant à se présenter lors des élections fédérales de 1993, Michael Wilson retourne sur Bay Street pour prendre la tête de sa propre firme de services de conseil financier. Il rejoint  plus tard la Banque royale du Canada et devient membre du conseil d'administration et PDG de RT Capital lorsque la compagnie est vendue à UBS AG (Michael Wilson était auparavant membre du conseil d'administration de UBS Canada).
Dans les dernières années, il se fait porte-parole d'un groupe d'influence qui promeut les partenariats public-privé. Il est également membre de la Canadian Coalition for Good Governance. En septembre 2003, Michael Wilson est désigné recteur du Trinity College, puis en 2012, chancelier de l'Université de Toronto. Milite pour la sensibilisation à la santé mentale depuis le suicide de son fils dépressif, il institue la chaire Cameron Parker Holcombe Wilson d'études sur la dépression à l'Université de Toronto.
En octobre 2003, il est fait officier de l'ordre du Canada.

### Ambassadeur aux États-Unis
Le 16 février 2006, le premier ministre Stephen Harper annonce la nomination de Michael Wilson au poste d'ambassadeur canadien à Washington, succédant à Frank McKenna. Il devient le 22e ambassadeur canadien aux États-Unis le 13 mars 2006 lorsque le président George W. Bush accepte ses lettres de créances.
Le député fédéral canadien Navdeep Bains appelle Michael Wilson à démissionner de son poste lorsqu'une enquête, concernant des fuites qui affectent la campagne présidentielle du sénateur Barack Obama, est lancée. Il admet publiquement avoir parlé au reporter de la CTV, Tom Clark, qui est le premier à faire mention desdites fuites avant la diffusion de son reportage, mais refuse de dévoiler le contenu de leur échange,.
Michael Wilson quitte ses fonctions en octobre 2009. Il meurt le 10 février 2019 à l'âge de 81 ans.

## Archives
Il y a un fonds d'archives Michael Wilson à Bibliothèque et Archives Canada. 